# Gran Premio motociclistico di Gran Bretagna 1977
Il Gran Premio motociclistico di Gran Bretagna fu l'ultimo appuntamento del motomondiale 1977.
Si svolse il 14 agosto 1977 sul Circuito di Silverstone, primo GP iridato a svolgersi in Inghilterra (in sostituzione del Tourist Trophy). Corsero tutte le classi tranne la 50.
In 500 vinse Pat Hennen, approfittando dei ritiri di Barry Sheene e Johnny Cecotto. Nono a un giro da Hennen Giacomo Agostini, alla sua ultima gara iridata.
Seconda vittoria stagionale in 350 per Kork Ballington. Il sudafricano vinse anche in 250 (assente il neoiridato della categoria Mario Lega).
I privati ebbero gioco facile anche in 125: a primeggiare fu Pierluigi Conforti.
Nei sidecar, gara disputata sotto la pioggia, vittoria facile per Werner Schwärzel davanti a Rolf Steinhausen e George O'Dell. L'ottavo posto di Rolf Biland consegnò il titolo mondiale a O'Dell, primo britannico iridato nei "tre ruote" dal 1953.

## Classe 500
36 piloti alla partenza, 13 al traguardo.

### Arrivati al traguardo
| Pos. | Pilota            | Moto   | Tempo      | Punti |
| ---- | ----------------- | ------ | ---------- | ----- |
| 1    | Pat Hennen        | Suzuki | 45' 31" 96 | 15    |
| 2    | Steve Baker       | Yamaha | +41" 59    | 12    |
| 3    | Teuvo Länsivuori  | Suzuki | +1' 02" 79 | 10    |
| 4    | Gianfranco Bonera | Suzuki | +1' 22" 96 | 8     |
| 5    | Steve Wright      | Suzuki | +1 giro    | 6     |
| 6    | Alex George       | Suzuki | +1 giro    | 5     |
| 7    | Derek Chatterton  | Suzuki | +1 giro    | 4     |
| 8    | Max Wiener        | Suzuki | +1 giro    | 3     |
| 9    | Giacomo Agostini  | Yamaha | +1 giro    | 2     |
| 10   | Kevin Wrettom     | Suzuki | +1 giro    | 1     |
| 11   | Helmut Kassner    | Suzuki | +2 giri    |       |
| 12   | Franz Meier       | Yamaha | +2 giri    |       |
| 13   | Odd Arne Lände    | Suzuki | +2 giri    |       |

### Ritirati
| Pilota              | Moto   | Motivo ritiro      |
| ------------------- | ------ | ------------------ |
| Barry Sheene        | Suzuki | rottura del motore |
| Johnny Cecotto      | Yamaha |                    |
| Steve Parrish       | Suzuki |                    |
| John Williams       | Suzuki |                    |
| Michel Rougerie     | Suzuki |                    |
| John Newbold        | Suzuki |                    |
| Wil Hartog          | Suzuki |                    |
| John Woodley        | Suzuki |                    |
| Stu Avant           | Suzuki |                    |
| Jack Findlay        | Suzuki |                    |
| Jean-Paul Boinet    | Suzuki |                    |
| Christian Estrosi   | Suzuki |                    |
| Leslie van Breda    | Suzuki |                    |
| Ron Haslam          | Suzuki |                    |
| Hervé Regout        | Suzuki |                    |
| Kees van der Kruijs | Suzuki |                    |
| Franz Rau           | Suzuki |                    |
| Kaj Jensen          | Yamaha |                    |
| Steve Manship       | Suzuki |                    |
| John Weeden         | Suzuki |                    |
| Warren Willing      | Yamaha |                    |
| George Fogarty      | Suzuki |                    |
| Børge Nielsen       | Suzuki |                    |
| Boet van Dulmen     | Suzuki |                    |

## Classe 350
46 piloti alla partenza, 16 al traguardo.

### Arrivati al traguardo
| Pos | Pilota             | Moto          | Tempo      | Punti |
| --- | ------------------ | ------------- | ---------- | ----- |
| 1   | Kork Ballington    | Yamaha        | 45' 32" 10 | 15    |
| 2   | Olivier Chevallier | Yamaha        | +16" 31    | 12    |
| 3   | John Williams      | Yamaha        | +16" 42    | 10    |
| 4   | Eddie Roberts      | Maxton-Yamaha | +24" 52    | 8     |
| 5   | Alan Stewart       | Yamaha        | +29" 55    | 6     |
| 6   | Pekka Nurmi        | Yamaha        | +38" 19    | 5     |
| 7   | Michel Frutschi    | Yamaha        | +54" 84    | 4     |
| 8   | Helmut Kassner     | Yamaha        | +1' 03" 90 | 3     |
| 9   | Eero Hyvärinen     | Yamaha        | +1' 08" 19 | 2     |
| 10  | Austin Hockley     | Yamaha        | +1' 23" 29 | 1     |
| 11  | Alain Terras       | Yamaha        | +1 giro    |       |
| 12  | John Dodds         | Yamaha        | +1 giro    |       |
| 13  | Leslie van Breda   | Yamaha        | +1 giro    |       |
| 14  | Graham Hobbs       | Yamaha        | +1 giro    |       |
| 15  | Reino Eskelinen    | Yamaha        | +1 giro    |       |
| 16  | Kaj Jensen         | Yamaha        | +2 giro    |       |

### Ritirati
| Pilota            | Moto          | Motivo ritiro |
| ----------------- | ------------- | ------------- |
| Johnny Cecotto    | Bakker-Yamaha |               |
| Tom Herron        | Yamaha        |               |
| Christian Sarron  | Yamaha        |               |
| Jon Ekerold       | Yamaha        |               |
| Alan North        | Yamaha        |               |
| Vic Soussan       | Yamaha        |               |
| Patrick Pons      | Yamaha        |               |
| Michel Rougerie   | Yamaha        |               |
| Patrick Fernandez | Yamaha        |               |
| Giacomo Agostini  | Yamaha        |               |
| Bernard Fau       | Yamaha        |               |
| Víctor Palomo     | Yamaha        |               |
| Chas Mortimer     | Maxton-Yamaha |               |
| Ken Nemoto        | Yamaha        |               |

## Classe 250
48 piloti alla partenza, 21 al traguardo.

### Arrivati al traguardo
| Pos | Pilota               | Moto      | Tempo      | Punti |
| --- | -------------------- | --------- | ---------- | ----- |
| 1   | Kork Ballington      | Yamaha    | 43' 37" 08 | 15    |
| 2   | Aldo Nannini         | Yamaha    | +2" 47     | 12    |
| 3   | Éric Saul            | Yamaha    | +4" 85     | 10    |
| 4   | Franco Uncini        | Bakker-HD | +13" 66    | 8     |
| 5   | Olivier Chevallier   | Yamaha    | +13" 66    | 6     |
| 6   | Vic Soussan          | Yamaha    | +13" 81    | 5     |
| 7   | Guy Bertin           | Yamaha    | +22" 20    | 4     |
| 8   | Pekka Nurmi          | Yamaha    | +24" 42    | 3     |
| 9   | Walter Villa         | Bimota-HD | +26" 32    | 2     |
| 10  | Patrick Pons         | Yamaha    | +34" 56    | 1     |
| 11  | Eddie Roberts        | Yamaha    | +34" 66    |       |
| 12  | Michel Frutschi      | Yamaha    | +1' 03" 64 |       |
| 13  | Alan Stewart         | Yamaha    | +1' 03" 82 |       |
| 14  | Jean-Claude Meilland | Yamaha    | +1' 16" 74 |       |
| 15  | Denis Boulom         | Yamaha    | +1' 37" 21 |       |
| 16  | Seppo Rossi          | Yamaha    | +1' 37" 21 |       |
| 17  | John Weeden          | Yamaha    | +1' 37" 86 |       |
| 18  | Ian Richards         | Yamaha    | +1 giro    |       |
| 19  | Graham Hobbs         | Yamaha    | +1 giro    |       |
| 20  | Warren Willing       | Yamaha    | +1 giro    |       |
| 21  | Ron Kirkham          | Yamaha    | +2 giri    |       |

### Ritirati
| Pilota            | Moto     | Motivo ritiro |
| ----------------- | -------- | ------------- |
| Takazumi Katayama | Yamaha   |               |
| Tom Herron        | Yamaha   |               |
| Mick Grant        | Kawasaki |               |
| Alan North        | Yamaha   |               |
| Jon Ekerold       | Yamaha   |               |
| Hans Müller       | Yamaha   |               |
| Christian Sarron  | Yamaha   |               |
| Bernard Fau       | Yamaha   |               |
| Patrick Fernandez | Yamaha   |               |
| Barry Ditchburn   | Kawasaki |               |

## Classe 125
41 piloti alla partenza, 28 al traguardo.

### Arrivati al traguardo
| Pos | Pilota                 | Moto       | Tempo      | Punti |
| --- | ---------------------- | ---------- | ---------- | ----- |
| 1   | Pierluigi Conforti     | Morbidelli | 42' 46" 53 | 15    |
| 2   | Eugenio Lazzarini      | Morbidelli | +2" 02     | 12    |
| 3   | Jean-Louis Guignabodet | Morbidelli | +16" 01    | 10    |
| 4   | Hans Müller            | Morbidelli | +28" 89    | 8     |
| 5   | Gert Bender            | Bender     | +33" 46    | 6     |
| 6   | Stefan Dörflinger      | Morbidelli | +41" 63    | 5     |
| 7   | Thierry Noblesse       | Morbidelli | +42" 22    | 4     |
| 8   | Anton Mang             | Morbidelli | +42" 58    | 3     |
| 9   | Benga Johansson        | Morbidelli | +57" 98    | 2     |
| 10  | Juliaan Vanzeebroeck   | Motobécane | +1' 00" 76 | 1     |
| 11  | Ermanno Giuliano       | Morbidelli | +1' 01" 42 |       |
| 12  | Patrick Plisson        | Morbidelli | +1' 08" 48 |       |
| 13  | Per-Edvard Carlsson    | Morbidelli | +1' 18" 78 |       |
| 14  | Laurent Gomis          | Morbidelli | +1' 32" 59 |       |
| 15  | Maurizio Massimiani    | Morbidelli | +1' 33" 38 |       |
| 16  | Enrico Cereda          | Morbidelli | +1' 40" 19 |       |
| 17  | Clive Horton           | Maico      | +1' 40" 40 |       |
| 18  | Matti Kinnunen         | Morbidelli | +1' 41" 46 |       |
| 19  | Claude Willette        | Morbidelli | +1' 41" 93 |       |
| 20  | Alfred Schmid          | Morbidelli | +1' 44" 74 |       |
| 21  | Cees van Dongen        | Morbidelli | +1 giro    |       |
| 22  | Ernst Stammbach        | Malanca    | +1 giro    |       |
| 23  | François Granon        | Morbidelli | +1 giro    |       |
| 24  | Peter van Niel         | Morbidelli | +1 giro    |       |
| 25  | Bernard Otto           | Maico      | +1 giro    |       |
| 26  | Leigh Notman           | Maico      | +1 giro    |       |
| 27  | Len Carr               | Morbidelli | +1 giro    |       |
| 28  | Sauro Pazzaglia        | Morbidelli | +1 giro    |       |

### Ritirati
| Pilota        | Moto       | Motivo ritiro |
| ------------- | ---------- | ------------- |
| Harald Bartol | Morbidelli |               |
| Thierry Espié | Motobécane |               |

## Classe sidecar
31 equipaggi alla partenza, 15 al traguardo.

### Arrivati al traguardo
| Pos | Pilota               | Passeggero         | Moto             | Tempo      | Punti |
| --- | -------------------- | ------------------ | ---------------- | ---------- | ----- |
| 1   | Werner Schwärzel     | Andreas Huber      | ARO-Fath         | 53' 53" 94 | 15    |
| 2   | Rolf Steinhausen     | Wolfgang Kalauch   | Busch-Yamaha     | +39" 90    | 12    |
| 3   | George O'Dell        | Cliff Holland      | Windle-Yamaha    | +1' 25" 25 | 10    |
| 4   | Göte Brodin          | Per-Erik Wickström | Windle-Yamaha    | +1' 35" 09 | 8     |
| 5   | Jean-François Monnin | Edouard Weber      | Seymaz-Yamaha    | +1' 51" 05 | 6     |
| 6   | Walter Ohrmann       | Bernd Grube        | Yamaha           | +1 giro    | 5     |
| 7   | Mick Boddice         | Chas Birks         | Woodhouse-Yamaha | +1 giro    | 4     |
| 8   | Rolf Biland          | Williams           | Schmid-Yamaha    | +1 giro    | 3     |
| 9   | Helmut Schilling     | Rainer Gundel      | Schmid-Yamaha    | +1 giro    | 2     |
| 10  | Yvan Trolliet        | Pierre Muller      | Yamaha           | +1 giro    | 1     |
| 11  | Bruno Holzer         | Karl Meierhans     | LCR-Yamaha       | +1 giro    |       |
| 12  | Siegfried Schauzu    | Lorenzo Puzo       | Schmid-Yamaha    | +1 giro    |       |
| 13  | Malcolm Hobson       | Stuart Collins     | Windle-Suzuki    | +2 giri    |       |
| 14  | Jeff Gawley          | Ken Birch          | Fowler-Yamaha    | +2 giri    |       |
| 15  | Dick Greasley        | Mick Skeels        | Windle-Yamaha    | +3 giri    |       |

### Ritirati
| Pilota         | Passeggero                | Moto          | Motivo ritiro |
| -------------- | ------------------------- | ------------- | ------------- |
| Hermann Schmid | Martial Jean-Petit-Matile | Schmid-Yamaha |               |
| Alain Michel   | Gérard Lecorre            | GEP-Yamaha    |               |
| Cees Smit      | Jan Smit                  | König         |               |